# 克卜勒70b
克卜勒70b（英語：Kepler-70b），舊稱（有時候稱為），是一個環繞B型次矮星（sdB）克卜勒70的類地行星。該行星系統亦另有一顆行星，克卜勒70c，而這兩顆行星均相當接近母恆星。克卜勒70b的軌道週期只有5.76小時，從發現至今是公轉週期最短的系外行星。截至2013年，這顆行星是表面溫度最高的系外行星，其平均表面溫度為7,178 K。其密度為5500 kg/m3。

## 生存假說
斯特凡·查比涅（Stéphane Charpinet）於《自然》期刊上，曾經發表過一篇關於這兩顆行星發現的論文。查比涅認為，這兩顆行星在母恆星是紅巨星的時候，曾經被併吞進母恆星中，但並沒有被蒸發掉，卻反而倖存下來。儘管如此，這兩顆行星並非首次在恆星成為紅巨星後，剩餘下來的恆星遺骸旁發現的行星。在這之前，天文學家已發現了大量環繞著恆星遺骸脈衝星公轉的脈衝星行星。但在發現這兩顆行星之前，天文學家都尚未發現軌道週期如此短的行星，不管其母星是否主序星。

## 起源
這兩顆行星很可能曾是類木行星。但在母恆星變成紅巨星時，這兩顆行星以螺旋狀軌道逐漸接近母恆星。當這兩顆行星非常接近母恆星時，它們除岩石核心外的其他外層都被蒸發。因此，在母恆星成為白矮星後，這兩顆行星便成為了現在的類地行星，並環繞著白矮星公轉。根據《太陽系外行星百科》指出，這兩顆行星的母恆星在1,840萬年前脫離紅巨星階段，成為白矮星。

## 行星狀態
克卜勒70b距離地球3849 ± 310光年，其質量下限為地球質量的44%，而半徑則為地球半徑75.9%。其密度為5500 kg/m3，與地球密度（5,515.3 kg/m3）相若。
克卜勒70b的半長軸為0.006 AU，即約897,587公里，是水星半長軸（0.387 098 AU）的1.55%。其軌道週期僅為0.2401 ± 0.000004天，是水星軌道週期（87.9691天）的0.27%。由於這顆行星與恆星的距離過於接近，致使其平均表面溫度高達7,178 K，是至今已知表面溫度最高的系外行星。

## 外部連結
- 開普勒任務發現的行星（页面存档备份，存于）
- SAO/ 克卜勒70b - NASA ADS天文學文摘社（页面存档备份，存于）